# Aeropuerto de Sevilla
El Aeropuerto de Sevilla, también conocido como Aeropuerto Internacional de Sevilla-San Pablo (IATA: SVQ, OACI: LEZL) es un aeropuerto español gestionado por Aena. Se encuentra a 3 km al noreste de la ciudad de Sevilla. Está ubicado en los términos municipales de Sevilla y La Rinconada, y se trata de un importante motor económico de generación de riqueza y empleo para la ciudad y la región, siendo el segundo con mayor número de pasajeros en Andalucía tras el Aeropuerto de Málaga-Costa del Sol y el primero en volumen de mercancías.
En 2024 alcanzó los 9 175 072 pasajeros. En el aeropuerto operan más de veinte compañías aéreas que enlazan con veinte ciudades españolas y 57 ciudades de todo el mundo, fundamentalmente con Europa Occidental, pero también con las principales ciudades de Europa del este (Atenas, Budapest, Bucarest, Estambul o Varsovia), del Norte (Copenhague y Estocolmo) y con el Norte de África. El tráfico internacional del aeropuerto ha venido aumentando en los últimos años, con una proporción que se sitúa actualmente en torno al 50 %.
La terminal, diseñada por el arquitecto Rafael Moneo, se construyó como un edificio enraizado en la cultura sevillana y andaluza, basada en tres componentes tradicionales: la Mezquita, el Palacio y los naranjos. Un huerto de naranjos recibe al viajero en el aeropuerto, para luego entrar en una estancia de color azul por efecto de las tejas vidriadas y coronada por una arquería sustentada por las bóvedas.

## Historia

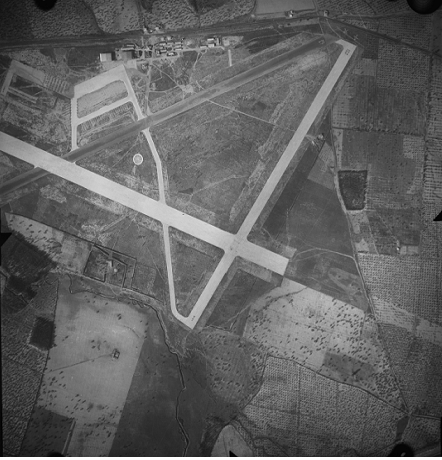
Vista aérea de aeropuerto de Sevilla en 1946.

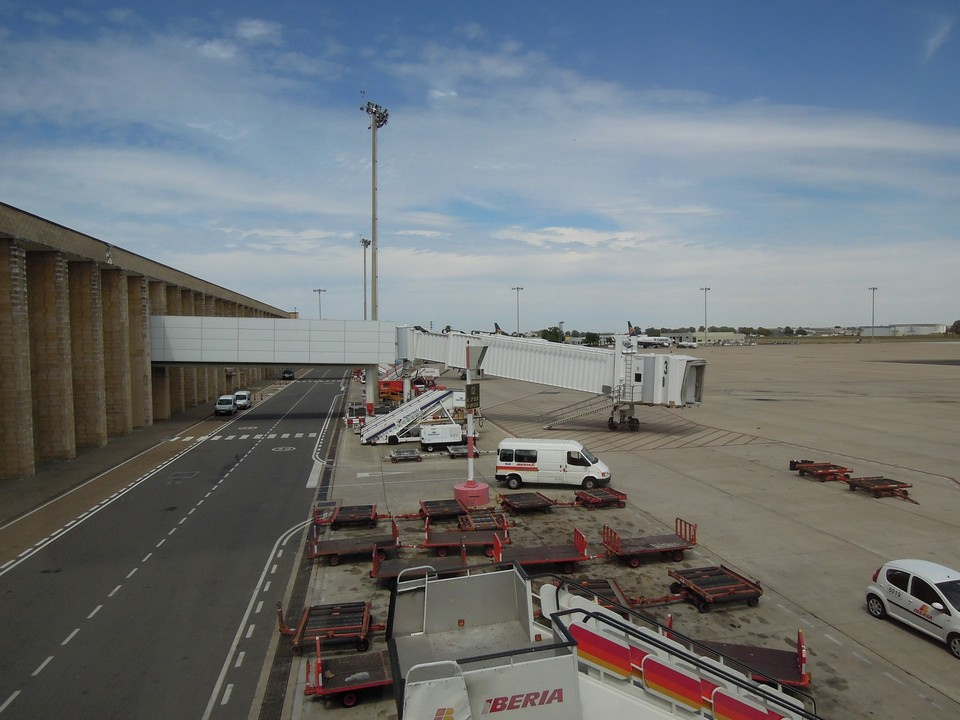
Finger 3 aeropuerto de Sevilla.

En 1914, aterriza en el improvisado aeródromo de Tablada —habilitado el año anterior para un festival aéreo— el primer avión que une la península y el Marruecos español, tras lo que el Ayuntamiento de Sevilla cede allí una parcela de 240.000 metros cuadrados al Servicio de Aeronáutica Militar para la construcción de un aeródromo. Las obras de acondicionamiento se inician en 1915 y, ese mismo año, empieza a ser utilizado para la formación de pilotos y observadores.
En 1919, se llevan a cabo los primeros vuelos comerciales que unen Sevilla y Madrid. Al año siguiente, se establece la línea aérea postal entre Sevilla y Larache y, en 1921, la primera comercial española Sevilla-Larache. En 1923, se inauguran diversas instalaciones, hangares, talleres y locales y se aprueba la construcción en Tablada de un aeropuerto municipal, en un extremo del campo de vuelos del aeródromo militar, con unas dimensiones de 750 por 500 metros.
En abril de 1927, la compañía Unión Aérea Española establece la línea aérea Madrid-Sevilla-Lisboa. En febrero de 1929, se aprueba el proyecto del aeropuerto de Sevilla y, en marzo, el aeródromo de Tablada se abre a la navegación y al tráfico aéreo, determinándose que habría de dejar de prestar dicho servicio tan pronto estuviese construido el aeropuerto proyectado.
En 1929, se realiza el primer vuelo Madrid-Sevilla y, en 1930, se prolonga hasta Canarias. En febrero de 1931, la línea Berlín-Barcelona llega hasta Sevilla. En diciembre de 1933, la compañía LAPE inaugura la línea Sevilla-Canarias.
Durante la guerra civil, Sevilla es punto de llegada de las tropas africanas, mientras que Iberia presta servicios de transporte aéreo con las líneas Tetuán (Marruecos español)-Sevilla-Vitoria, Sevilla-Salamanca y Sevilla-Larache (Marruecos español)-Gran Canaria.
En septiembre de 1945, se inician las obras del nuevo aeropuerto transoceánico de Sevilla en su ubicación actual, unos terrenos en el Cortijo de San Pablo, de donde viene su nombre. En esos terrenos se situaba hasta entonces la estación de amarre de dirigibles, que recibió el último vuelo en 1936. Inicialmente se construyen las pistas 05-23, 02-20, y 09-27. Un año después, se clasifica como aduanero y se asfaltan las pistas 05-23 y 02-20. En 1948, se instala un gonio y se completa el balizamiento, pasando a denominarse las pistas 04-22, 18-36 y 09-27. En 1956, se amplía la pista 09-27, pasando la 18-36 a ser una calle de rodaje.
En 1957, se realizan las obras del edificio terminal, así como las de la torre de control. El aeropuerto de Sevilla se incluye en el Acuerdo Hispano Americano para instalar en él una base de aprovisionamiento. Las instalaciones se desarrollan en las cercanías del umbral 04, por lo que esta pista queda fuera de servicio.
En 1965 se instala un ILS. Entre 1971 y 1975, se remodela el área terminal, se amplía el estacionamiento, se construye un nuevo edificio terminal y se urbanizan y acondicionan nuevos accesos.
En los años previos a la Exposición Universal de 1992 tuvieron lugar una serie de obras para mejorar las infraestructuras de la ciudad. El proyecto para mejorar el aeropuerto se encargó al arquitecto español Rafael Moneo, ganador de un Premio Pritzker. Moneo presentó el proyecto de reforma en enero de 1988. Con la reforma se amplía la plataforma, se construye un nuevo acceso desde la carretera nacional N-IV, así como un nuevo edificio terminal y una nueva torre de control al sur de la pista.
Las obras costaron 15 000 millones de pesetas. El 31 de julio de 1991, se inauguraron las nuevas instalaciones en presencia del entonces ministro de Obras Públicas José Borrell.
A finales del 2018 se aprueba la ampliación del aeródromo, por el valor de 33 millones de euros. Esta reforma incluye la ampliación de la terminal, tanto por la zona Norte como por la Sur, la construcción de 3 pasarelas más, la ampliación de la zona de embarque y una nueva zona de recogida de equipajes. Se prevé que estarán finalizadas a principios de 2022, ampliando la capacidad del aeródromo a 10 millones de pasajeros, adecuándolo al creciente tráfico aéreo.

## Infraestructuras e instalaciones

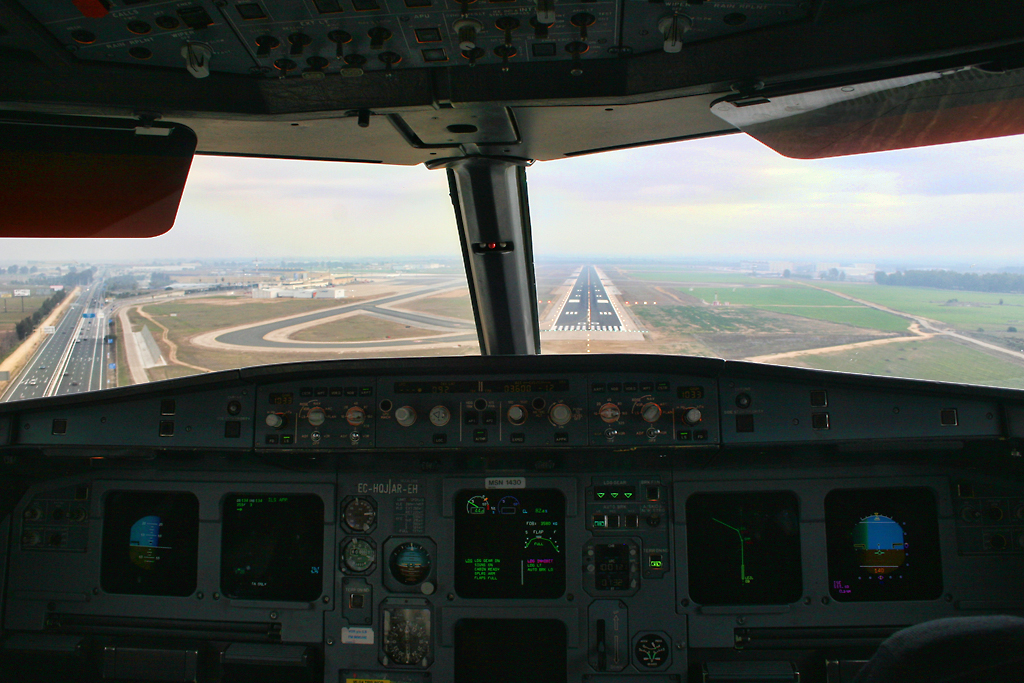
A320 de Vueling aterrizando en Sevilla, pista 09.

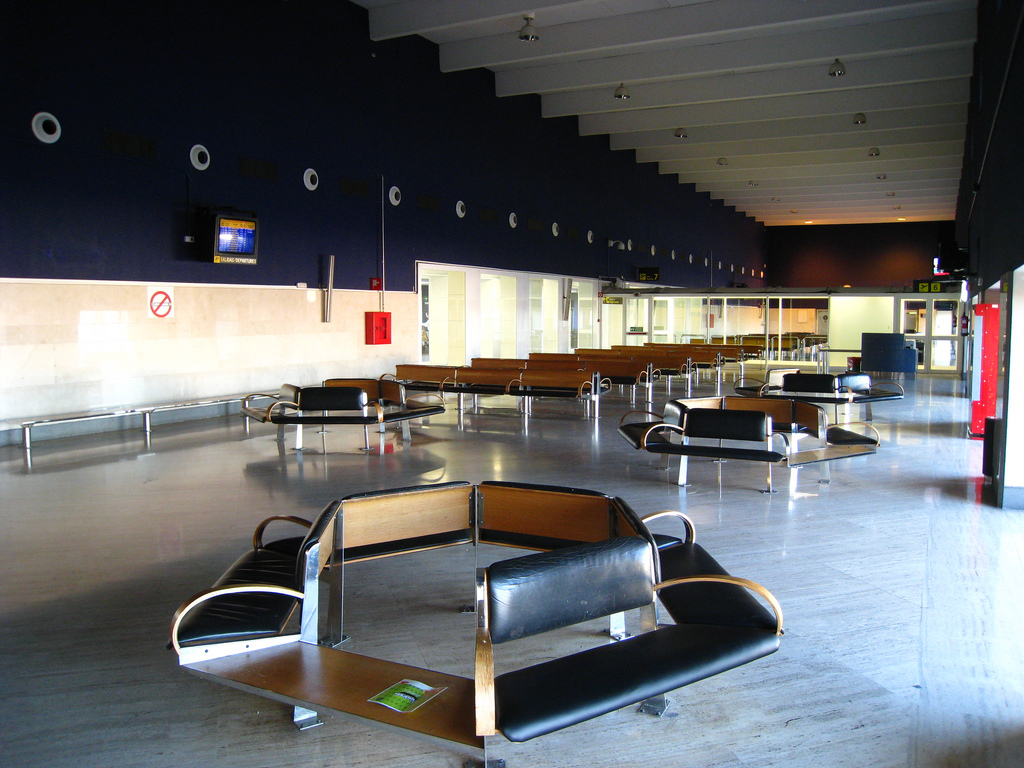
Sala de embarque.

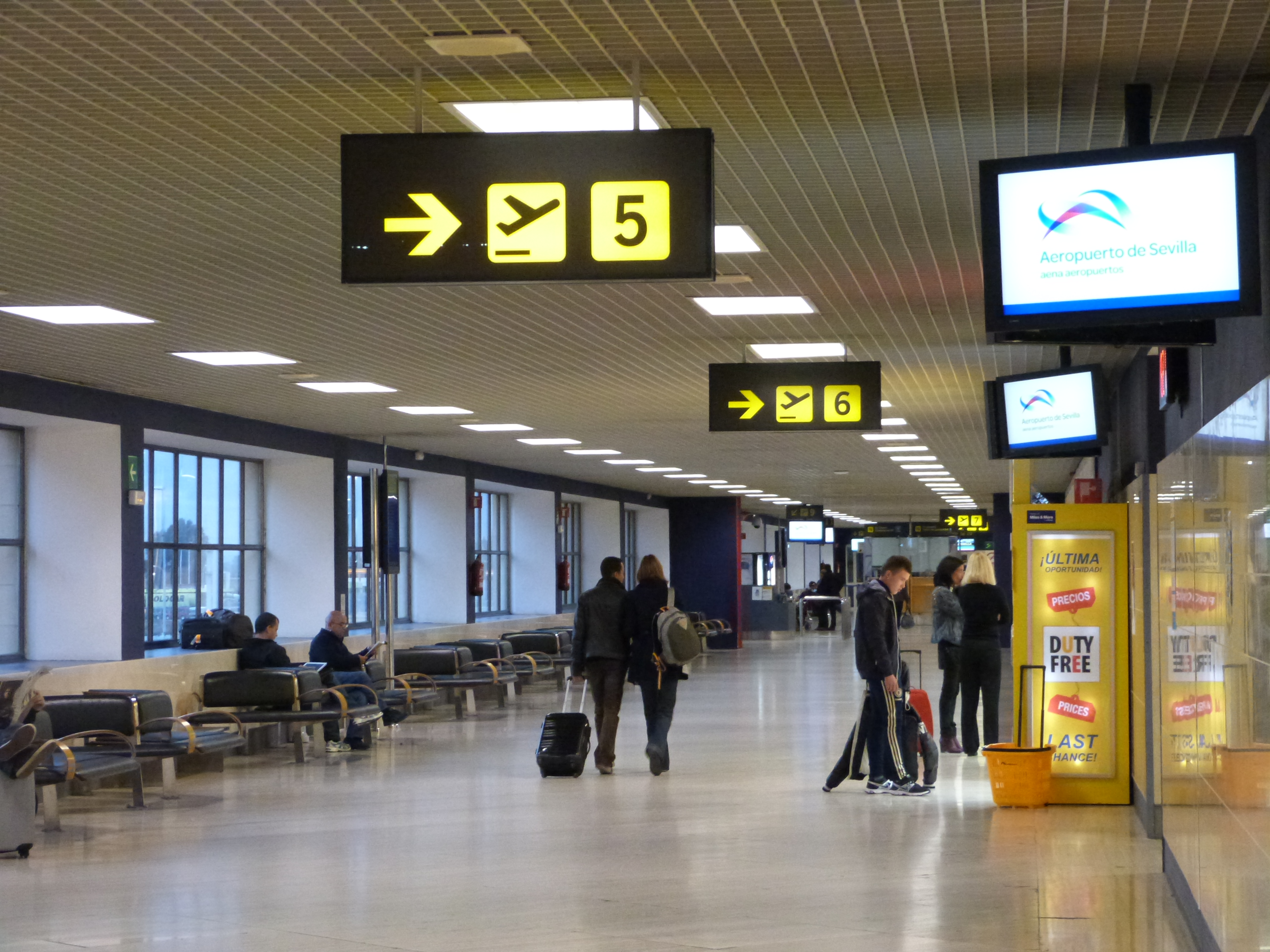
Puertas de embarque.

### Operatividad
El aeropuerto de Sevilla cuenta con una pista de 3.360 m de largo por 45 m de ancho. Debido a que la dirección del viento predominante en el área es SO-NE, y como consecuencia de su localización en el valle del Guadalquivir, las coordenadas de orientación de la pista coinciden con la denominación numérica 09-27. El extremo 09 tiene una orientación magnética de 91° en la brújula, mientras que el 27 es de 271°. Ambos umbrales disponen de operatividad instrumental de precisión ILS/DME CAT I, es decir, pueden aterrizar y despegar aeronaves con visibilidad superior a 550 m. El recorrido de la pista se encuentra asfaltado y dispone también de un sistema visual indicador de pendiente de aproximación PAPI 3º (Indicador de Trayectoria de Aproximación de Precisión) en ambas cabeceras.
En cuanto a la plataforma de aeronaves, dispone de 31 puestos de estacionamiento repartidos en 250 000 m² de superficie de los cuales 3 se encuentran en la zona de Airbus Military Sur para uso exclusivo de la misma, y los 28 restantes en el área de estacionamiento de aeronaves situado al otro lado de la pista, que da servicio a la terminal de pasajeros. De estos 28 puestos, 5 están asistidos por pasarela telescópica, siendo el resto puestos de estacionamiento remotos. Aparte de la plataforma de aviación comercial, existe otra plataforma de aviación general que se encuentra situada al oeste de la anterior.
El aeropuerto de Sevilla cuenta con indicadores de la dirección del viento. Se trata de 3 mangas de viento situadas en las proximidades del umbral de ambas pistas y otra en una de las calles de rodaje. Existe además señalización luminosa horizontal en pista, eje, umbral, distancia fija, faja lateral y toma de contacto. Las calles de rodaje disponen de señalización de eje y borde. Además de disponer de luces de borde, en las calles de rodaje y pista. Igualmente, la iluminación de la plataforma consiste en 15 torres de iluminación con 180 proyectores y 45 proyectores con lámparas halógenas. Se dispone asimismo de balizamiento en el borde de plataforma. Toda la plataforma está equipada a su vez con luces de borde de plataforma y 15 torres megas de iluminación.

### Salidas
El vestíbulo de salidas está situado en la primera planta de este edificio. En esta planta se encuentran los 35 mostradores de los que dispone el Aeropuerto de Sevilla, agrupados según la compañía aérea o empresa de servicios aeroportuarios que lo gestione; así como una oficina de policía nacional, ventanilla de atención al pasajero de Ryanair, Asistencia para Personas con Movilidad Reducida (PMR) y alguna cafetería.
A través de esta misma planta, el pasajero puede pasar el control de seguridad para llegar a la zona de embarque y dirigirse a la zona de Salidas, donde podrá encontrar el Duty-Free, tiendas de gafas como Sunglass Hut, servicios de restauración y comida rápida, prensa y artículos de regalo, entre otros.
Las puertas de embarque del aeropuerto de Sevilla están distribuidas de la siguiente forma:
- Puertas A: A1, A2, A3, A4, A5 y A6.
- Puertas B: B12, B13, B13B, B14, B15, B16 y B18.
- Puertas C (para vuelos internacionales no Schengen): C21, C22, C23, C24 y C25.

En esta última zona se encuentra el control de pasaporte previo a esta zona, un mini duty free y un bar de la cadena Enrique Tomás.
Desde la reforma que está llevando a cabo AENA, desde 2021, para la ampliación y mejora de las instalaciones del aeropuerto de la capital hispalense, con el objetivo de modernizarlo y adaptarlo al incremento de la demanda de viajeros y nuevos destinos, aún siguen creándose pequeñas ampliaciones y nuevas puertas, así como mejoras del espacio y nuevos comercios.

### Llegadas
El pasajero que desembarca del avión a través de pasarela telescópica desciende por una rampa hasta la entreplanta, desde donde se dirige a la sala de recogida de equipajes. Antes del acceso, existe un control de pasaportes. En caso de estacionamiento remoto, el pasajero accede a las salas de recogida de equipajes a través de dos puertas de acceso situadas en la planta de llegadas. Una vez recogido el equipaje y, tras pasar el control de aduana en el caso de los pasajeros de vuelos internacionales, se accede al vestíbulo de llegadas en el que se pueden encontrar locales comerciales de alquiler de coches, la oficina de información de equipajes, la oficina de Aena, cafetería y la oficina de información turística.
- Recogida de equipajes:

Una sala de recogida de equipajes para vuelos nacionales e internacionales con ocho cintas de recogida.

## Airbus Defence & Space

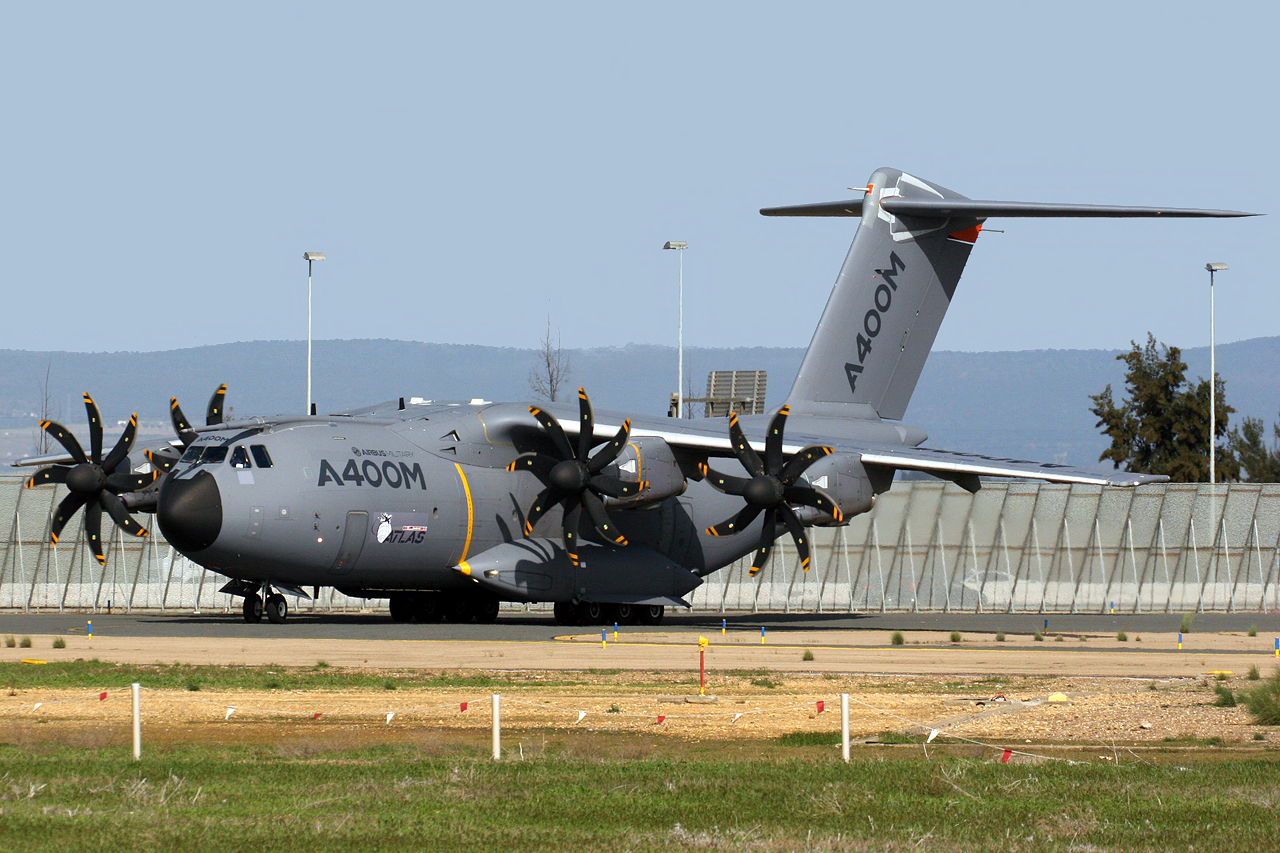
A400M ensamblado en Sevilla.

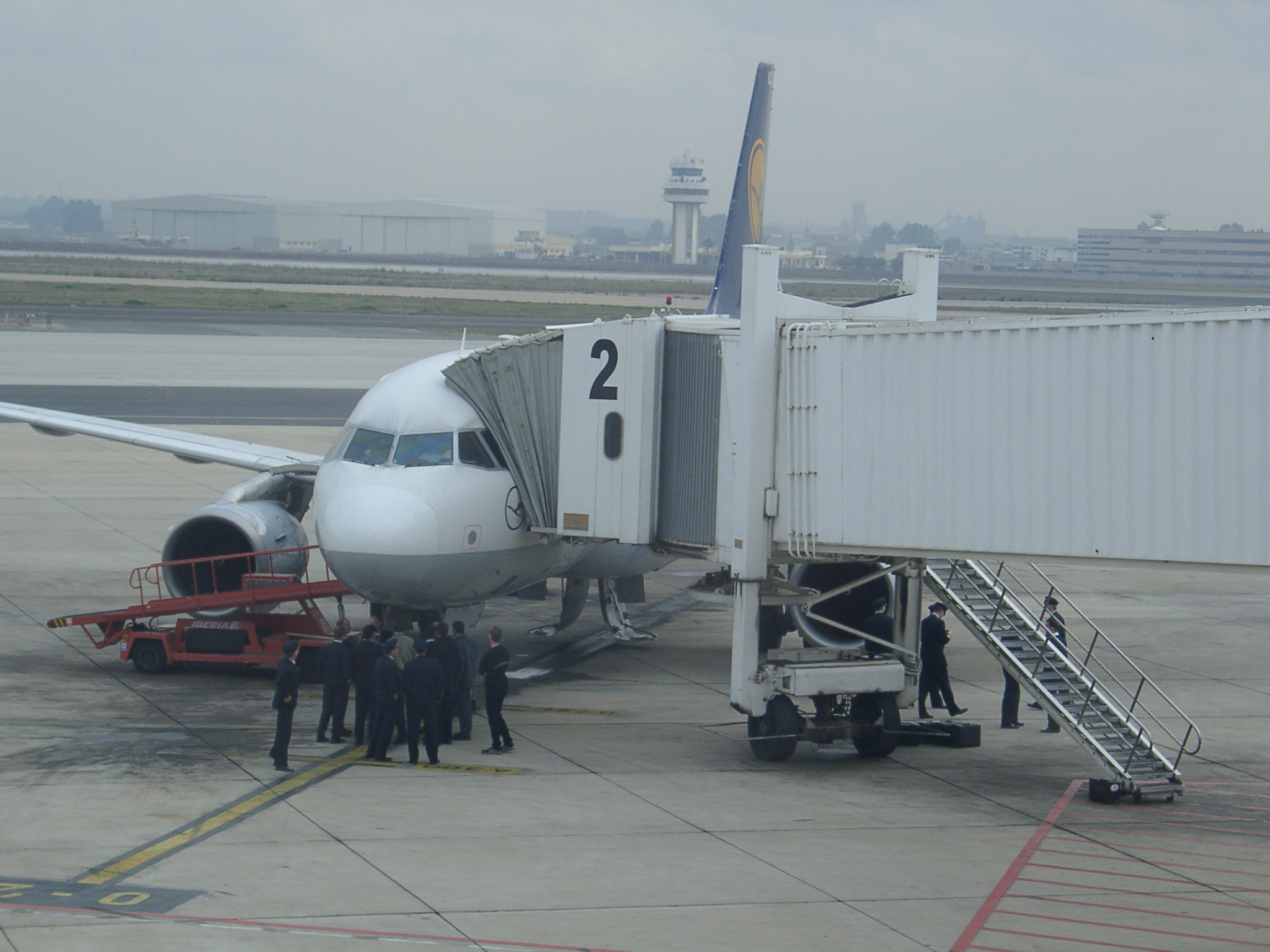
Pasarela o finger número 2 del aeropuerto de Sevilla, al fondo se observa la torre de control y las fábricas de EADS CASA.

Las instalaciones de Airbus en el aeropuerto de Sevilla, han vivido una considerable expansión en los últimos años gracias al progreso experimentado por el programa del A400M. Inicialmente las instalaciones de Airbus se localizaban al norte de la pista de San Pablo, pero debido a la elección por parte de la empresa de contar en Sevilla con una Línea de Ensamblaje Final de su nuevo avión militar A400M, la actividad se trasladó al sur de la pista, a unas nuevas y modernas instalaciones que cubren una superficie de 1 100 000 m², incluyendo 190 000 m² de hangar y oficinas.

### A400M FAL ‘San Pablo Sur’
Las nuevas instalaciones de Airbus en Sevilla fueron inauguradas en la segunda mitad de la pasada década con el fin de acoger la cadena de montaje final del A400M. Estas cubren una superficie total de 58 000 m² y comprenden siete módulos. El más amplio está dedicado al ensamblaje final de las partes que conforman el A400M fabricadas en otros países que participan en el mismo programa. Además, existen tres estaciones de controles finales, y otra para la instalación de los motores. Por último, en las dos últimas salas se realiza la preparación de la aeronave en vistas a su entrega al cliente. Una de estas salas está dedicada al modelo A400M y la otra es para las aeronaves ligeras y medianas (CN235, C295 y C212) que también se producen y ensamblan en San Pablo.

### C212, CN235 & C295
La producción y montaje final de los modelos C212, CN235 y C295, que previamente a la inauguración del nuevo hangar se realizaban en las instalaciones de Airbus Defence & Space ‘San Pablo Norte’, fueron trasladadas a las nuevas instalaciones. Siendo aeronaves de menores dimensiones respecto al A400M, se producen en una sola estación, incluyendo en la misma la fase de controles finales. Esta estación es capaz de acomodar tanto la vertiente más pequeña del CN235 como la más grande del C295. Una vez completada la producción de la aeronave, es desplazada a una sala dedicada también a la última fase de montaje del A400M donde son personalizados a petición del cliente y revisados. Las instalaciones dedicadas al montaje de estos modelos cubren alrededor de 22 800 m² y tienen capacidad para el montaje simultáneo de seis aeronaves.

### Airbus Defence & Space ‘San Pablo Norte’
Las instalaciones situadas en el norte de la pista, acogen el MRO (Maintenance, Repair & Operations) Service Centre, que lleva a cabo una amplia gama de mantenimiento pesado (incluyendo revisiones de fuselajes completos) y un amplio programa de mantenimiento de rutina. Esto comprende, por ejemplo, la restauración completa y la conversión del modelo Orion PC.

## Aerolíneas y destinos

### Novedades en destinos, operadores, operaciones especiales y frecuencias
| Ciudad de destino               | Aerolínea/operador | Fecha inicio                                    | Observaciones          |
| ------------------------------- | ------------------ | ----------------------------------------------- | ---------------------- |
| Estambul                        | Turkish Airlines   | 17-09-2025                                      | Nueva aerolínea y ruta |
| Esauira                         | Vueling            | 04-10-2025                                      | Nueva ruta             |
| Milán                           | Wizz Air           | 26-10-2025                                      | Nuevo operador         |
| Toulouse                        | Transavia          | 26-10-2025                                      | Nuevo operador         |
| Lyon                            | easyJet            | 26-10-2025                                      | Nuevo operador         |
| Ámsterdam                       | easyJet            | 27-10-2025                                      | Nuevo operador         |
| Berlín                          | easyJet            | 27-10-2025                                      | Recuperación de ruta   |
| Milán                           | easyJet            | 27-10-2025                                      | Nuevo operador         |
| Róterdam-La Haya                | Transavia          | 28-10-2025                                      | Nueva ruta             |
| Varsovia-Chopin                 | Ryanair            | 29-10-2025                                      | Nuevo operador         |
| Burdeos                         | Volotea            | 04-11-2025                                      | Nuevo operador         |
| Verona-Villafranca              | Volotea            | 06-11-2025 / 14-12-2025 12-02-2026 / 26-03-2026 | Nueva ruta             |
| Wroclaw                         | Ryanair            | 06-12-2025                                      | Nueva ruta             |
| Temporada primavera-verano 2026 |                    |                                                 |                        |
| Londres-Luton                   | Wizz Air           | 29-03-26                                        | Nuevo operador         |

Última actualización: 18/08/2025
Leyenda: el punto rojo corresponde al Aeropuerto de Sevilla, los verdes a los destinos regulares y los azules a los destinos estacionales.

### Destinos nacionales
| Ciudades               | Nombre del aeropuerto                            | Aerolíneas                  | Aeronaves            | Frecuencias semanales (*)                 |
| España                 | España                                           | España                      | España               | España                                    |
| ---------------------- | ------------------------------------------------ | --------------------------- | -------------------- | ----------------------------------------- |
| Alicante               | Aeropuerto de Alicante-Elche Miguel Hernández    | Ryanair                     | B737                 | L M X J V S D                             |
| Almería                | Aeropuerto de Almería                            | Air Nostrum                 | ATR 72-600           | L M X J V S D                             |
| Asturias               | Aeropuerto de Asturias                           | Volotea                     | A319                 | L M X J V S D                             |
| Barcelona              | Aeropuerto Josep Tarradellas Barcelona-El Prat   | Ryanair Vueling             | B737 A320            | L M X J V S D                             |
| Bilbao                 | Aeropuerto de Bilbao                             | Volotea Vueling             | A319 A320            | L M X J V S D L M X J V S D               |
| Fuerteventura          | Aeropuerto de Fuerteventura                      | Ryanair                     | B737                 | L M X J V S D                             |
| Gran Canaria           | Aeropuerto de Gran Canaria                       | Ryanair Vueling             | B737 A320            | L M X J V S D L M X J V S D               |
| Ibiza                  | Aeropuerto de Ibiza                              | Ryanair                     | B737                 | L M X J V S D                             |
| Lanzarote              | Aeropuerto César Manrique-Lanzarote              | Ryanair Vueling             | B737 A320            | L M X J V S D L M X J V S D               |
| Madrid                 | Aeropuerto Adolfo Suárez Madrid-Barajas          | Iberia Express              | A32x                 | L M X J V S D                             |
| Melilla                | Aeropuerto de Melilla                            | Air Nostrum                 | ATR 72-600           | L M X J V S D                             |
| Menorca                | Aeropuerto de Menorca                            | Ryanair                     | B737                 | L M X J V S D                             |
| Palma de Mallorca      | Aeropuerto de Palma de Mallorca                  | Ryanair Vueling             | B737 A320            | L M X J V S D                             |
| San Sebastián          | Aeropuerto de San Sebastián                      | Volotea                     | A319                 | L M X J V S D                             |
| Santander              | Aeropuerto Seve Ballesteros-Santander            | Volotea                     | A319                 | L M X J V S D                             |
| Santiago de Compostela | Aeropuerto de Santiago-Rosalía de Castro         | Ryanair Vueling             | B737 A320            | L M X J V S D                             |
| Tenerife               | Aeropuerto de Tenerife Norte-Ciudad de La Laguna | Ryanair Vueling             | B737 A320            | L M X J V S D L M X J V S D               |
| Tenerife               | Aeropuerto de Tenerife Sur                       | Ryanair                     | B737                 | L M X J V S D                             |
| Valencia               | Aeropuerto de Valencia                           | Air Nostrum Ryanair Vueling | ATR 72-600 B737 A320 | L M X J V S D L M X J V S D L M X J V S D |
| Vitoria                | Aeropuerto de Vitoria                            | Ryanair                     | B737                 | L M X J V S D                             |

(*) Nota: Las frecuencias semanales que se muestran se corresponden a la temporada de invierno 2024/2025. No obstante, puede haber periodos especiales en los que las frecuencias sean mayores o periodos en los que sean menores, puntualmente.

### Destinos internacionales
Leyenda: El punto rojo corresponde al Aeropuerto de Sevilla, los verdes a los destinos regulares, los azules a los destinos estacionales, los amarillos a operativas especiales y los morados a nuevos destinos.
| Ciudades por países       | Nombre del aeropuerto                                  | Aerolíneas                                                                                   | Aeronaves     | Frecuencias semanales (*)                 |        |
| África                    | África                                                 | África                                                                                       | África        | África                                    | África |
| ------------------------- | ------------------------------------------------------ | -------------------------------------------------------------------------------------------- | ------------- | ----------------------------------------- | ------ |
| Marruecos                 |                                                        |                                                                                              |               |                                           |        |
| Casablanca                | Aeropuerto de Casablanca                               | Royal Air Maroc                                                                              | ATR 72-600    | L M X J V S D                             |        |
| Esauira                   | Aeropuerto de Esauira-Mogador                          | Vueling (inicia el 4 de octubre de 2025)                                                     |               | L M V S                                   |        |
| Marrakech                 | Aeropuerto de Marrakech-Menara                         | Ryanair                                                                                      | B737          | L M X J V S D                             |        |
| Rabat                     | Aeropuerto de Rabat-Salé                               | Ryanair                                                                                      | B737          | L M X J V S D                             |        |
| Europa                    |                                                        |                                                                                              |               |                                           |        |
| Alemania                  |                                                        |                                                                                              |               |                                           |        |
| Berlín                    | Aeropuerto de Berlín-Brandeburgo Willy Brandt          | easyJet (inicia el 27 de octubre de 2025)                                                    |               | L M X J V S D                             |        |
| Colonia                   | Aeropuerto Internacional de Colonia/Bonn               | Ryanair                                                                                      | B737          | L M X J V S D                             |        |
| Düsseldorf                | Aeropuerto Internacional de Düsseldorf                 | Eurowings                                                                                    | B737          | L M X J V S D                             |        |
| Fráncfort del Meno        | Aeropuerto Internacional de Fráncfort del Meno         | Lufthansa                                                                                    | A3xx          | L M X J V S D                             |        |
| Hahn                      | Aeropuerto de Fráncfort-Hahn                           | Ryanair                                                                                      | B737          | L M X J V S D                             |        |
| Karlsruhe                 | Aeropuerto de Karlsruhe-Baden Baden                    | Ryanair                                                                                      | B737          | L M X J V S D                             |        |
| Múnich                    | Aeropuerto Internacional de Múnich-Franz Josef Strauss | Lufthansa                                                                                    | A3xx          | L M X J V S D                             |        |
| Núremberg                 | Aeropuerto de Núremberg                                | Ryanair                                                                                      | B737          | L M X J V S D                             |        |
| Weeze                     | Aeropuerto de Baja Renania                             | Ryanair                                                                                      | B737          | L M X J V S D                             |        |
| Austria                   |                                                        |                                                                                              |               |                                           |        |
| Viena                     | Aeropuerto de Viena                                    | Lauda Europe Austrian airlines                                                               | A320-200 A3xx | L M X J V S D L M X J V S D               |        |
| Bélgica                   |                                                        |                                                                                              |               |                                           |        |
| Bruselas                  | Aeropuerto de Bruselas-National                        | Vueling Transavia                                                                            | A3xx B737NG   | L M X J V S D L M X J V S D               |        |
| Charleroi                 | Aeropuerto de Bruselas-Charleroi                       | Ryanair                                                                                      | B737          | L M X J V S D                             |        |
| Croacia                   |                                                        |                                                                                              |               |                                           |        |
| Zagreb                    | Aeropuerto de Zagreb                                   | Vueling (estacional)                                                                         |               |                                           |        |
| Dinamarca                 |                                                        |                                                                                              |               |                                           |        |
| Copenhague                | Aeropuerto de Copenhague-Kastrup                       | SAS (estacional)                                                                             | B737          | L M X J V S D                             |        |
| Francia                   |                                                        |                                                                                              |               |                                           |        |
| Beauvais                  | Aeropuerto de Beauvais-Tillé                           | Ryanair                                                                                      | B737          | L M X J V S D                             |        |
| Burdeos                   | Aeropuerto de Burdeos-Mérignac                         | Transavia France Volotea (inicia el 4 de noviembre de 2025)                                  | B737          | L M X J V S D L M X J V S D               |        |
| Brive                     | Aeropuerto de Brive                                    | Ryanair (estacional)                                                                         | B737          | L M X J V S D                             |        |
| Lyon                      | Aeropuerto de Lyon-Saint Exupéry                       | Transavia France easyJet (inicia el 26 de octubre de 2025)                                   | B737-800      | L M X J V S D L M X J V S D               |        |
| Marsella                  | Aeropuerto de Marsella-Provenza                        | Ryanair                                                                                      | B737          | L M X J V S D                             |        |
| Montpellier               | Aeropuerto de Montpellier-Méditerranée                 | Transavia France                                                                             | B737-800      | L M X J V S D                             |        |
| Nantes                    | Aeropuerto de Nantes Atlantique                        | Ryanair Transavia France                                                                     | B737 B737-800 | L M X J V S D L M X J V S D               |        |
| Niza                      | Aeropuerto Internacional de Niza-Costa Azul            | easyJet Europe (estacional)                                                                  | A3xx          |                                           |        |
| París                     | Aeropuerto de París-Charles de Gaulle                  | Air France Hop Vueling                                                                       | E190 A3xx     | L M X J V S D L M X J V S D               |        |
| París                     | Aeropuerto de París-Orly                               | Transavia France                                                                             |               | L M X J V S D                             |        |
| Toulouse                  | Aeropuerto de Toulouse-Blagnac                         | Ryanair Transavia France (inicia el 26 de octubre de 2025)                                   | B737          | L M X J V S L M X J V S DD                |        |
| Grecia                    |                                                        |                                                                                              |               |                                           |        |
| Atenas                    | Aeropuerto Internacional Eleftherios Venizelos         | Aegean Airlines (estacional)                                                                 | A3xx          | L M X J V S D                             |        |
| Hungría                   |                                                        |                                                                                              |               |                                           |        |
| Budapest                  | Aeropuerto de Budapest                                 | Ryanair                                                                                      | B737          | L M X J V S D                             |        |
| Irlanda                   |                                                        |                                                                                              |               |                                           |        |
| Cork                      | Aeropuerto de Cork                                     | Ryanair                                                                                      | B737          | L M X J V S D                             |        |
| Dublín                    | Aeropuerto de Dublín                                   | Ryanair Aer Lingus                                                                           | B737 A3xx     | L M X J V S D L M X J V S D               |        |
| Italia                    |                                                        |                                                                                              |               |                                           |        |
| Bari                      | Aeropuerto de Bari                                     | Ryanair                                                                                      | B737          | L M X J V S D                             |        |
| Bolonia                   | Aeropuerto de Bolonia                                  | Ryanair                                                                                      | B737          | L M X J V S D                             |        |
| Cagliari                  | Aeropuerto de Cagliari                                 | Ryanair                                                                                      | B737          | L M X J V S D                             |        |
| Catania                   | Aeropuerto de Catania                                  | Ryanair                                                                                      | B737          | L M X J V S D                             |        |
| Milán                     | Aeropuerto de Milán-Malpensa                           | Ryanair easyJet (inicia el 27 de octubre de 2025) Wizz Air (inicia el 26 de octubre de 2025) | B737          | L M X J V S D L M X J V S D L M X J V S D |        |
| Milán                     | Aeropuerto de Bérgamo-Orio al Serio                    | Ryanair                                                                                      | B737          | L M X J V S D                             |        |
| Nápoles                   | Aeropuerto de Nápoles-Capodichino                      | Ryanair                                                                                      | B737          | L M X J V S D                             |        |
| Pisa                      | Aeropuerto de Pisa-Galileo Galilei                     | Ryanair                                                                                      | B737          | L M X J V S D                             |        |
| Roma                      | Aeropuerto de Roma-Fiumicino                           | Wizz Air Ryanair                                                                             | A3xx B737     | L M X J V S D                             |        |
| Trapani                   | Aeropuerto de Trapani-Birgi                            | Ryanair (estacional)                                                                         | B737          | L M X J V S D                             |        |
| Trieste                   | Aeropuerto de Trieste - Friuli Venezia Giulia          | Ryanair                                                                                      | B737          | L M X J V S D                             |        |
| Turín                     | Aeropuerto de Turín-Caselle                            | Ryanair                                                                                      | B737          | L M X V S D                               |        |
| Venecia                   | Aeropuerto de Sant'Angelo Treviso                      | Ryanair                                                                                      | B737          | L M X J V S D                             |        |
| Verona                    | Aeropuerto de Verona-Villafranca                       | Volotea (inicia el 4 de noviembre de 2025) 06-11-2025 / 14-12-2025 12-02-2026 / 26-03-2026   |               | L M X J V S D                             |        |
| Luxemburgo                |                                                        |                                                                                              |               |                                           |        |
| Luxemburgo                | Aeropuerto de Luxemburgo Findel                        | Ryanair (estacional)                                                                         | B737          | L M X J V S D                             |        |
| Malta                     |                                                        |                                                                                              |               |                                           |        |
| Luqa                      | Aeropuerto Internacional de Malta                      | Ryanair                                                                                      | B737          | L M X J V S D                             |        |
| Países Bajos              |                                                        |                                                                                              |               |                                           |        |
| Ámsterdam                 | Aeropuerto de Ámsterdam-Schiphol                       | Transavia easyJet (inicia el 27 de octubre de 2025)                                          |               | L M X J V S D L M X J V S                 |        |
| Eindhoven                 | Aeropuerto de Eindhoven                                | Ryanair Transavia                                                                            | B737 B737NG   | L M X J V S D L M X J V S D               |        |
| Róterdam                  | Aeropuerto de Róterdam-La Haya                         | Transavia (inicia el 28 de octubre de 2025)                                                  |               | L M X JJ S D                              |        |
| Polonia                   |                                                        |                                                                                              |               |                                           |        |
| Cracovia                  | Aeropuerto de Cracovia-Juan Pablo II                   | Ryanair                                                                                      | B737          | L M X J V S D                             |        |
| Varsovia                  | Aeropuerto de Varsovia-Chopin                          | Wizz Air Ryanair (inicia el 29 de octubre de 2025)                                           | A32x          | X J V S D L M X J V S D                   |        |
| Wroclaw (Breslavia)       | Aeropuerto de Breslavia-Copérnico                      | Ryanair (inicia el 6 de diciembre de 2025)                                                   |               | L X J V S D                               |        |
| Portugal                  |                                                        |                                                                                              |               |                                           |        |
| Lisboa                    | Aeropuerto de Lisboa Humberto Delgado                  | Ryanair TAP Air Portugal                                                                     | B737 A3xx     | L M X J V S D L M X J V S D               |        |
| Oporto                    | Aeropuerto de Oporto                                   | Ryanair                                                                                      | B737          | L M X J V S D                             |        |
| República Checa           |                                                        |                                                                                              |               |                                           |        |
| Praga                     | Aeropuerto de Praga                                    | Ryanair                                                                                      | B737          | L M X J V S D                             |        |
| Rumania                   |                                                        |                                                                                              |               |                                           |        |
| Bucarest                  | Aeropuerto Internacional Henri Coanda                  | Wizz Air                                                                                     | A32x          | L M X J V S D                             |        |
| Suecia                    |                                                        |                                                                                              |               |                                           |        |
| Estocolmo                 | Aeropuerto de Arlanda                                  | SAS (estacional)                                                                             | B737          | L M X J V S D                             |        |
| Reino Unido               |                                                        |                                                                                              |               |                                           |        |
| Birmingham                | Aeropuerto de Birmingham                               | Ryanair                                                                                      | B737          | L M X J V S D                             |        |
| Edimburgo                 | Aeropuerto de Edimburgo                                | Ryanair                                                                                      | B737          | L M X J V S D                             |        |
| Londres                   | Aeropuerto de Londres-Gatwick                          | British Airways easyJet Vueling                                                              | A3xx          | L M X J V S D L M X J V S D               |        |
| Londres                   | Aeropuerto de Londres-Luton                            | Ryanair Wizz Air (Inicia 29 de marzo del 2026)                                               | B737          | L M X J V S D L X V D                     |        |
| Londres                   | Aeropuerto de Londres-Stansted                         | Ryanair                                                                                      | B737          | L M X J V S D                             |        |
| Mánchester                | Aeropuerto de Mánchester                               | Ryanair                                                                                      | B737          | L M X J V S D                             |        |
| Suiza                     |                                                        |                                                                                              |               |                                           |        |
| Ginebra                   | Aeropuerto Internacional de Ginebra                    | easyJet Switzerland                                                                          | A3xx          | L M X J V S D                             |        |
| Zúrich                    | Aeropuerto Internacional de Zúrich                     | Edelweiss Air                                                                                | A320-214      | L M X J V S D                             |        |
| Suiza Francia Alemania    |                                                        |                                                                                              |               |                                           |        |
| Basilea/Mulhouse/Friburgo | Aeropuerto de Basilea-Mulhouse-Friburgo                | easyJet Switzerland                                                                          | A3xx          | L M X J V S D                             |        |
| Turquía                   |                                                        |                                                                                              |               |                                           |        |
| Estambul                  | Aeropuerto de Estambul                                 | Turkish Airlines (Inicia 17 de septiembre del 2025)                                          | B737          | L M X J V S D                             |        |
| Estambul                  | Aeropuerto Internacional Sabiha Gökçen                 | Pegasus Airlines                                                                             | A3xx          | L M X J V S D                             |        |

(*) Nota: Las frecuencias semanales que se muestran se corresponden a la temporada de invierno 2024/2025. No obstante, puede haber periodos especiales en los que las frecuencias sean mayores o periodos en los que sean menores, puntualmente.

### Destinos por aerolínea
| Aerolínea           | Destino |
| ------------------- | --- |
| Aegean              | Estacional: Atenas |
| Aer Lingus          | Estacional: Dublín |
| Air France          | París-Charles de Gaulle |
| Air Nostrum         | Almería, Melilla y Valencia Estacional: Funchal |
| Austrian Airlines   | Viena |
| British Airways     | Londres-Gatwick |
| easyJet             | Ámsterdam (Inicia 27 de octubre del 2025), Berlín (Inicia 27 de octubre del 2025), Londres-Gatwick, Lyon (Inicia 26 de octubre del 2025) y Milán-Malpensa (Inicia 27 de octubre del 2025) |
| easyJet Switzerland | Ginebra Estacional: Basilea-Mulhouse-Friburgo |
| Edelweiss           | Zúrich |
| Eurowings           | Estacional: Düsseldorf |
| Iberia              | Madrid |
| Lufthansa           | Frankfurt y Múnich |
| Pegasus Airlines    | Estambul-Sabiha Gökçen |
| Royal Air Maroc     | Casablanca |
| Ryanair             | Alicante, Barcelona, Birmingham, Bolonia, Bruselas-Charleroi, Budapest, Cagliari, Catania, Colonia, Cork, Cracovia, Dublín, Edimburgo, Eindhoven, Fráncfort Hahn, Fuerteventura, Gran Canaria, Ibiza, Karlsruhe, Lanzarote, Lisboa, Londres-Luton, Londres-Stansted, Malta, Mánchester, Marrakech, Marsella, Milán-Malpensa, Milán-Bérgamo, Nantes, Nápoles, Núremberg, Oporto, Palma, París-Beauvais, Pisa, Praga, Rabat, Roma-Fiumicino, Santiago de Compostela, Tenerife Norte, Tenerife Sur, Toulouse, Treviso, Turín, Valencia, Varsovia-Chopin (Inicia 29 de octubre del 2025), Viena, Vitoria, Weeze y Wrocław (Inicia 6 de diciembre del 2025) Estacional: Bari, Luxemburgo, Menorca, Trapani y Trieste |
| SAS                 | Estacional: Estocolmo-Arlanda y Copenhague-Kastrup |
| Transavia           | Ámsterdam, Bruselas, Eindhoven y Róterdam-La Haya (Inicia 27 de octubre del 2025) |
| Transavia France    | Burdeos, Lyon, Montpellier, Nantes, París-Orly y Toulouse (Inicia 26 de octubre del 2025) |
| TAP Air Portugal    | Lisboa |
| Turkish Airlines    | Aeropuerto de Estambul (Inicia 17 de septiembre del 2025) |
| Volotea             | Asturias, Burdeos (Inicia 4 de noviembre del 2025), Bilbao, Santander y San Sebastián y Verona (Inicia 6 de noviembre del 2025) |
| Vueling             | Barcelona, Bruselas, Gran Canaria, Esauira (Inicia 4 de octubre del 2025), Lanzarote, Londres-Gatwick, Palma de Mallorca, París-Charles de Gaulle, Santiago de Compostela, Tenerife-Norte y Valencia Estacional: Menorca |
| Wizz Air            | Budapest, Milán-Malpensa (Inicia 26 de octubre del 2025), Londres-Luton (Inicia 29 de marzo del 2026), Roma-Fiumicino y Varsovia |

### Carga

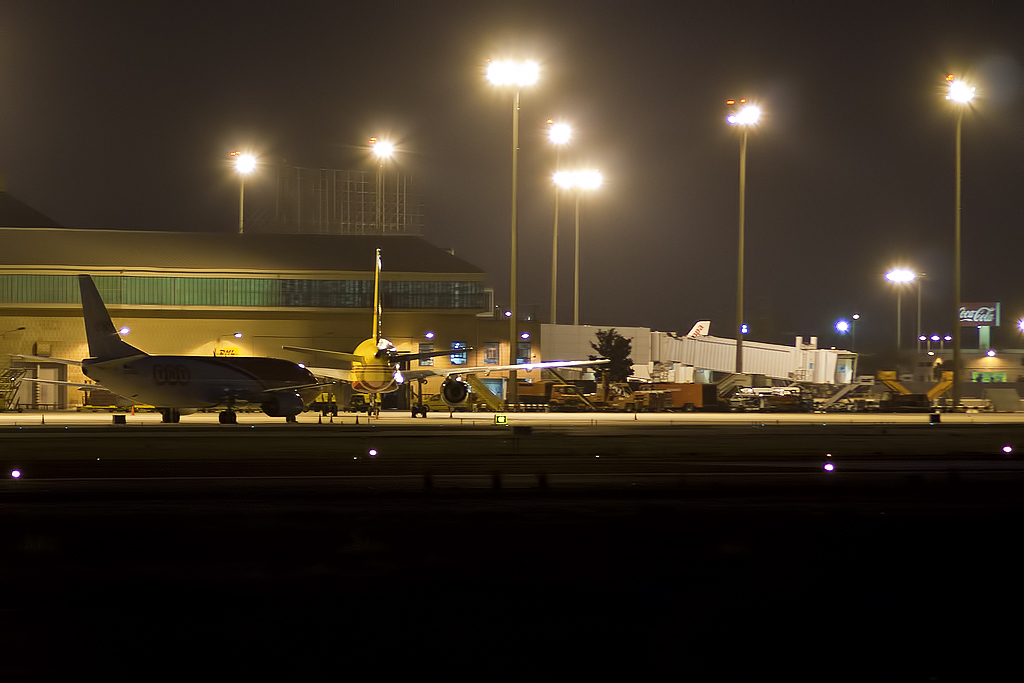
Actividad nocturna, terminal de carga.

| Aerolíneas   | Destinos |
| ------------ | -------- |
| ASL Airlines | Vitoria  |
| DHL Aviation | Vitoria  |
| FedEx        | Vitoria  |
| Swiftair     | Vitoria  |

## Estadísticas del tráfico aéreo
|  |

### Rutas nacionales más importantes
| 1            | Barcelona-El Prat      | 1 114 602 | 1 011 777 | 927 226 | 579 876 | 337 274 | 1 045 140 | 10,2 |
| 2            | Palma de Mallorca      | 527 576   | 480 256   | 430 415 | 245 846 | 146 073 | 351 901   | 9,9  |
| 3            | Madrid-Barajas         | 416 303   | 452 666   | 386 554 | 195 096 | 168 222 | 481 424   | 8,0  |
| 4            | Bilbao                 | 354 007   | 382 254   | 308 737 | 206 050 | 119 392 | 299 157   | 7,4  |
| 5            | Tenerife-Norte         | 341 019   | 313 824   | 275 990 | 164 013 | 101 121 | 259 661   | 8,7  |
| 6            | Valencia               | 293 629   | 258 865   | 196 671 | 107 708 | 61 079  | 213 232   | 13,4 |
| 7            | Gran Canaria           | 286 827   | 279 271   | 260 097 | 162 268 | 112 015 | 238 701   | 2,7  |
| 8            | Santiago de Compostela | 284 222   | 228 104   | 182 195 | 96 309  | 35 378  | 84 612    | 25,2 |
| 9            | Ibiza                  | 136 529   | 146 732   | 128 605 | 81 891  | 42 527  | 96 371    | 7,0  |
| 10           | Lanzarote              | 131 571   | 110 934   | 78 099  | 63 045  | 40 150  | 82 387    | 18,6 |
| Fuente: AENA |                        |           |           |         |         |         |           |      |

### Rutas europeas más importantes
| 1            | Londres-Gatwick        | 409 045 | 357 547 | 236 922 | 15 344  | 49 989 | 240 143 | 14,4  |
| 2            | París-Orly             | 287 474 | 252 590 | 219 324 | 161 372 | 80 251 | 216 697 | 13,8  |
| 3            | París-CDG              | 245 685 | 215 668 | 227 516 | 42 518  | 46 549 | 206 018 | 13,9  |
| 4            | Roma-Fiumicino         | 202 567 | 67 128  | 35 616  | 17 298  | 17 938 | 130 687 | 201,7 |
| 5            | Lisboa                 | 186 717 | 179 011 | 141 970 | 44 132  | 44 980 | 142 695 | 4,3   |
| 6            | Ámsterdam-Schipol      | 172 799 | 148 981 | 140 410 | 70 334  | 36 255 | 150 707 | 16,0  |
| 7            | Londres-Stansted       | 155 903 | 174 491 | 147 394 | 58 952  | 42 107 | 164 641 | 10,7  |
| 8            | Bruselas Sur-Charleroi | 117 855 | 108 490 | 87 776  | 41 862  | 39 763 | 125 439 | 8,6   |
| 9            | Oporto                 | 114 174 | 98 107  | 44 922  | 15 907  | 11 236 | 51 545  | 44,5  |
| 10           | Bolonia                | 112 589 | 77 208  | 58 865  | 27 405  | 10 310 | 68 054  | 45,8  |
| Fuente: AENA |                        |         |         |         |         |        |         |       |

### Rutas intercontinentales más importantes
| 1            | Marrakech              | 83 477 | 53 271 | 35 780 | 14 182 | 11 562 | 38 791 | 56,7  |
| 2            | Rabat                  | 55 023 | 34 848 | 20 854 | 14 732 | 7 980  | 31 394 | 57,9  |
| 3            | Estambul-Sabiha Gökçen | 19 305 | 1 907  | 1 140  | 0      | 0      | 372    | 912,3 |
| 4            | Casablanca             | 12 717 | 12 604 | 1 227  | 12     | 0      | 100    | 0,9   |
| 5            | Tetuán                 | 12 709 | 11 622 | 16 619 | 1 677  | 0      | 0      | 9,4   |
| 6            | Tánger                 | 7 424  | 40 138 | 27 872 | 12 687 | 5 614  | 29 071 | 81,5  |
| 7            | Agadir                 | 361    | 0      | 12 662 | 948    | 0      | 7      | 100   |
| 8            | Tinduf                 | 295    | 614    | 251    | 0      | 0      | 298    | 52,0  |
| 9            | Argel                  | 283    | 0      | 278    | 0      | 0      | 561    | 100   |
| 10           | Adana                  | 195    | 44     | 52     | 0      | 0      | 0      | 343,2 |
| Fuente: AENA |                        |        |        |        |        |        |        |       |

### Pasajeros por país del aeropuerto de origen
| 1            | España       | 4 482 980 | 4 159 839 | 3 670 452 | 2 220 213 | 1 350 100 | 3 679 044 | 7,8  |
| 2            | Italia       | 968 733   | 727 086   | 555 439   | 255 765   | 158 331   | 773 668   | 33,2 |
| 3            | Francia      | 932 356   | 817 467   | 765 685   | 340 227   | 245 948   | 838 126   | 14,1 |
| 4            | Reino Unido  | 760 250   | 681 194   | 525 215   | 123 756   | 174 766   | 696 815   | 11,6 |
| 5            | Alemania     | 345 136   | 330 639   | 245 528   | 99 653    | 69 502    | 395 913   | 4,4  |
| 6            | Portugal     | 302 383   | 252 874   | 186 950   | 60 150    | 56 427    | 198 747   | 19,6 |
| 7            | Países Bajos | 282 323   | 265 984   | 246 934   | 112 138   | 66 823    | 249 058   | 6,1  |
| 8            | Bélgica      | 209 183   | 159 276   | 88 360    | 43 228    | 61 183    | 185 682   | 31,3 |
| 9            | Marruecos    | 172 018   | 155 293   | 146 642   | 54 168    | 31 494    | 129 424   | 10,8 |
| 10           | Irlanda      | 127 765   | 102 957   | 63 590    | 20 527    | 12 566    | 47 165    | 24,1 |
| Fuente: AENA |              |           |           |           |           |           |           |      |

### Principales aerolíneas
| Posición     | Aerolínea         | Pasajeros (2024) | Pasajeros (2023) | Pasajeros (2022) | Pasajeros (2021) | Pasajeros (2020) | Pasajeros (2019) | (%) (2024-23) | Cuota de mercado (2024) |
| ------------ | ----------------- | ---------------- | ---------------- | ---------------- | ---------------- | ---------------- | ---------------- | ------------- | ----------------------- |
| 1            | Ryanair           | 3 851 086        | 3 356 378        | 2 713 025        | 1 325 373        | 882 735          | 2 991 586        | 14,7          | 42,0%                   |
| 2            | Vueling           | 2 630 875        | 2 386 527        | 2 167 990        | 1 310 075        | 733 767          | 2 100 414        | 10,2          | 28,7%                   |
| 3            | Iberia Express    | 405 068          | 448 475          | 359 394          | 71 005           | 83 862           | 313 932          | 9,7           | 4,4%                    |
| 4            | Transavia France  | 376 096          | 341 384          | 285 697          | 108 808          | 82 974           | 261 652          | 10,2          | 4,1%                    |
| 5            | Transavia Holland | 292 551          | 244 095          | 206 273          | 94 194           | 49 787           | 210 378          | 19,9          | 3,2%                    |
| 6            | Volotea           | 234 542          | 246 220          | 218 711          | 112 632          | 74 047           | 129 767          | 4,7           | 2,6%                    |
| 7            | Wizz Air Malta    | 208 874          | 81 051           | 0                | 0                | 0                | 0                | 157,7         | 2,3%                    |
| 8            | EasyJet           | 193 142          | 180 030          | 135 176          | 15 283           | 54 862           | 291 647          | 7,3           | 2,1%                    |
| 9            | Lufthansa         | 169 375          | 151 140          | 144 686          | 68 311           | 29 415           | 133 232          | 12,1          | 1,8%                    |
| 10           | Air Nostrum       | 124 837          | 111 413          | 130 875          | 77 862           | 52 525           | 217 449          | 12,0          | 1,4%                    |
| Fuente: AENA |                   |                  |                  |                  |                  |                  |                  |               |                         |

### Evolución del tráfico de pasajeros y mercancías (2005-2024)
| 2005         | 3 521 112 | 31,5 | 55 423 | 25,3 | 6 362 465  | 25,9 |
| 2006         | 3 871 785 | 10,0 | 58 576 | 5,7  | 11 583 508 | 82,1 |
| 2007         | 4 507 264 | 16,4 | 65 092 | 11,1 | 7 395 979  | 36,2 |
| 2008         | 4 392 148 | 2,6  | 65 067 | 0,0  | 6 108 060  | 17,4 |
| 2009         | 4 051 392 | 7,8  | 55 601 | 14,5 | 4 984 780  | 18,4 |
| 2010         | 4 224 718 | 4,3  | 54 499 | 2,0  | 5 469 407  | 9,7  |
| 2011         | 4 959 359 | 17,4 | 56 021 | 2,8  | 5 130 798  | 6,2  |
| 2012         | 4 292 020 | 13,5 | 48 520 | 13,4 | 4 775 315  | 6,9  |
| 2013         | 3 687 714 | 14,1 | 41 591 | 14,3 | 5 089 015  | 6,6  |
| 2014         | 3 885 434 | 5,4  | 42 379 | 1,9  | 5 667 539  | 11,4 |
| 2015         | 4 308 845 | 10,9 | 46 086 | 8,7  | 6 007 279  | 6,0  |
| 2016         | 4 624 314 | 7,3  | 45 840 | 0,5  | 6 626 497  | 10,2 |
| 2017         | 5 108 807 | 10,5 | 48 660 | 6,2  | 10 709 220 | 61,6 |
| 2018         | 6 380 483 | 24,9 | 57 913 | 19,0 | 12 517 152 | 16,8 |
| 2019         | 7 544 473 | 18,2 | 64 110 | 10,7 | 9 891 513  | 21,0 |
| 2020         | 2 315 825 | 69,3 | 33 640 | 47,5 | 9 633 591  | 2,6  |
| 2021         | 3 444 465 | 48,7 | 43 841 | 30,3 | 9 126 189  | 5,3  |
| 2022         | 6 779 453 | 96,8 | 60 359 | 37,7 | 9 958 510  | 9,1  |
| 2023         | 8 071 524 | 19,1 | 64 774 | 7,3  | 10 913 974 | 9,5  |
| 2024         | 9 175 072 | 13,7 | 71 440 | 10,3 | 10 953 838 | 0,4  |
| Fuente: AENA |           |      |        |      |            |      |

### Evolución del tráfico de pasajeros nacionales e internacionales (2005-2024)
| 2005         | 3 521 112 | 31,5 | 2 723 246 | 26,2 | 797 866   | 53,3  | 22,7 |
| 2006         | 3 871 785 | 10,0 | 2 912 957 | 7,0  | 958 828   | 20,2  | 24,8 |
| 2007         | 4 507 264 | 16,4 | 3 221 792 | 10,6 | 1 285 472 | 34,1  | 28,5 |
| 2008         | 4 392 148 | 2,6  | 3 128 420 | 2,9  | 1 263 728 | 1,7   | 28,8 |
| 2009         | 4 051 392 | 7,8  | 2 918 310 | 6,7  | 1 133 082 | 10,3  | 28,0 |
| 2010         | 4 224 718 | 4,3  | 2 902 035 | 0,6  | 1 322 683 | 16,7  | 31,3 |
| 2011         | 4 959 359 | 17,4 | 3 309 251 | 14,0 | 1 650 108 | 24,8  | 33,3 |
| 2012         | 4 292 020 | 13,5 | 2 838 880 | 14,2 | 1 453 140 | 11,9  | 33,9 |
| 2013         | 3 687 714 | 14,1 | 2 262 125 | 20,3 | 1 425 589 | 1,9   | 38,7 |
| 2014         | 3 885 434 | 5,4  | 2 261 207 | 0,0  | 1 624 227 | 13,9  | 41,8 |
| 2015         | 4 308 845 | 10,9 | 2 411 669 | 6,7  | 1 897 176 | 16,8  | 44,0 |
| 2016         | 4 624 314 | 7,3  | 2 442 909 | 1,3  | 2 181 405 | 15,0  | 47,2 |
| 2017         | 5 108 807 | 10,5 | 2 728 471 | 11,6 | 2 380 336 | 9,1   | 46,6 |
| 2018         | 6 380 483 | 24,9 | 3 181 756 | 16,3 | 3 198 727 | 34,7  | 50,1 |
| 2019         | 7 544 473 | 18,2 | 3 679 044 | 15,7 | 3 865 313 | 20,8  | 51,2 |
| 2020         | 2 315 825 | 69,3 | 1 350 100 | 63,2 | 965 725   | 75,1  | 41,7 |
| 2021         | 3 444 465 | 48,7 | 2 220 213 | 64,4 | 1 224 252 | 26,8  | 35,5 |
| 2022         | 6 779 453 | 96,8 | 3 668 387 | 65,3 | 3 111 066 | 154,1 | 45,9 |
| 2023         | 8 071 524 | 19,1 | 4 159 839 | 13,3 | 3 911 685 | 25,8  | 48,5 |
| 2024         | 9 175 072 | 13,7 | 4 482 980 | 7,8  | 4 692 092 | 20,0  | 51,1 |
| Fuente: AENA |           |      |           |      |           |       |      |

## Accesos

### Transporte público
La línea de Transportes Urbanos de Sevilla Airport Express une la estación de autobuses  Plaza de Armas, en el centro de la ciudad, con el aeropuerto. Cuenta con paradas intermedias en puntos estratégicos de la ciudad, entre ellos la estación de tren y AVE de Santa Justa. El viaje tiene una duración aproximada de 35 minutos. El servicio funciona todos los días del año. Los billetes y la tarjeta mensual se pueden adquirir en el autobús. La frecuencia media de paso es de 25-30 minutos. El primer autobús sale de Plaza de Armas a las 04:30, y el último sale de la Terminal a la 01:20.

### Taxis
Los taxis urbanos de Sevilla aplican una Tarifa Única Aeropuerto para los servicios que se dirigen o salen del aeropuerto hacia la ciudad. Estas tarifas están reguladas por la administración, en el caso de no ajustarse en la tarifa que la tienen disponible en todos los taxis de Sevilla pueden reclamar con el correspondiente recibo en el Instituto del taxi. Para otros destinos se aplican las tarifas interurbanas. Se recomienda solicitar recibo para cualquier reclamación.

### Cabify / Uber
El aeropuerto de Sevilla también dispone de servicio de VTC, con las marcas Uber y Cabify, ya que ambas operan en la ciudad.

### Por carretera
El aeropuerto de Sevilla está situado a 10 kilómetros al noreste de la ciudad de Sevilla y tiene acceso por carretera con la ciudad a través de la autovía  A-4  E-5 , en dirección a Córdoba-Madrid salida Aeropuerto salida   533 . Si la procedencia es en sentido contrario, es decir en dirección de Córdoba a Sevilla, se ha de tomar la salida Aeropuerto salida   532  que da acceso a la ciudad a través de la avenida de Kansas City.
Desde Cádiz y Huelva a través de la  SE-30  hasta el cruce con la nacional  A-4  E-5  y, a continuación, se toma el desvío   533 .

### Alquiler de coches
En el aeropuerto operan las compañías de alquiler de coches internacionales Avis, Enterprise/Atesa, Europcar, Hertz y Sixt.

### Futuros accesos al aeropuerto
Se están barajando varias propuestas a corto plazo sobre el establecimiento de un plan de movilidad para el Aeropuerto de Sevilla, debido a la gran cantidad de pasajeros que soporta y que limita en determinadas ocasiones el acceso confortable a la ciudad. Dichos proyectos son los siguientes:
- La construcción de una línea de cercanías, línea C-6, que iría desde la estación de Sevilla-Santa Justa hasta el aeropuerto. Creando un impacto de transporte de más de 800 000 personas/año. La estación sería de carácter subterráneo y conectaría el Aeropuerto de San Pablo con el centro de la ciudad en unos 15-20 minutos y además pudiendo hacer correspondencia con la L2 del metro de Sevilla.
- Otro de los proyectos sería la construcción de la L5 del Metro de Sevilla (Aeropuerto-Palacio de congresos) pudiendo hacer correspondencia con la red de Metro de Sevilla y con la línea C-4 de la red de Cercanías de la ciudad.